# Grand Prix Południowej Afryki 1975
Grand Prix Południowej Afryki 1975 (oryg. Lucky Strike South African Grand Prix) – trzecia runda Mistrzostw Świata Formuły 1 w sezonie 1975, która odbyła się 1 marca 1975, po raz dziewiąty na torze Kyalami.
21. Grand Prix Południowej Afryki, 12. zaliczane do Mistrzostw Świata Formuły 1.

## Klasyfikacja
Źródło: Oficjalna strona Formuły 1.
| Poz | Nr | kierowca           | Konstruktor     | Okrążeń | Czas/Powód n.u.   | Poz. sta. | Punkty |
| --- | -- | ------------------ | --------------- | ------- | ----------------- | --------- | ------ |
| 1   | 3  | Jody Scheckter     | Tyrrell-Ford    | 78      | 1:43:16.90        | 3         | 9      |
| 2   | 7  | Carlos Reutemann   | Brabham-Ford    | 78      | + 3.74            | 2         | 6      |
| 3   | 4  | Patrick Depailler  | Tyrrell-Ford    | 78      | + 16.92           | 5         | 4      |
| 4   | 8  | Carlos Pace        | Brabham-Ford    | 78      | + 17.31           | 1         | 3      |
| 5   | 12 | Niki Lauda         | Ferrari         | 78      | + 28.64           | 4         | 2      |
| 6   | 2  | Jochen Mass        | McLaren-Ford    | 78      | + 1:03.64         | 16        | 1      |
| 7   | 23 | Rolf Stommelen     | Hill-Ford       | 78      | + 1:12.91         | 14        |        |
| 8   | 28 | Mark Donohue       | Penske-Ford     | 77      | + 1 Okr.          | 18        |        |
| 9   | 16 | Tom Pryce          | Shadow-Ford     | 77      | + 1 Okr.          | 19        |        |
| 10  | 5  | Ronnie Peterson    | Lotus-Ford      | 77      | + 1 Okr.          | 8         |        |
| 11  | 34 | Guy Tunmer         | Lotus-Ford      | 76      | + 2 Okr.          | 25        |        |
| 12  | 6  | Jacky Ickx         | Lotus-Ford      | 76      | + 2 okr.          | 21        |        |
| 13  | 33 | Eddie Keizan       | Lotus-Ford      | 76      | + 2 Okr.          | 22        |        |
| 14  | 31 | Dave Charlton      | McLaren-Ford    | 76      | + 2 Okr.          | 20        |        |
| 15  | 14 | Bob Evans          | BRM             | 76      | + 2 Okr.          | 24        |        |
| 16  | 11 | Clay Regazzoni     | Ferrari         | 71      | Przepustnica      | 9         |        |
| 17  | 27 | Mario Andretti     | Parnelli-Ford   | 70      | Skrzynia biegów   | 6         |        |
| NS  | 21 | Jacques Laffite    | Williams-Ford   | 69      | Nie klasyfikowany | 23        |        |
| NS  | 1  | Emerson Fittipaldi | McLaren-Ford    | 65      | Nie klasyfikowany | 11        |        |
| NU  | 32 | Ian Scheckter      | Tyrrell-Ford    | 55      | Wypadek           | 17        |        |
| NU  | 24 | James Hunt         | Hesketh-Ford    | 53      | Układ paliwowy    | 12        |        |
| NU  | 17 | Jean-Pierre Jarier | Shadow-Ford     | 37      | Przegrzanie       | 13        |        |
| NU  | 10 | Lella Lombardi     | March-Ford      | 23      | Układ paliwowy    | 26        |        |
| NU  | 20 | Arturo Merzario    | Williams-Ford   | 22      | Silnik            | 15        |        |
| NU  | 18 | John Watson        | Surtees-Ford    | 19      | Sprzęgło          | 10        |        |
| NU  | 9  | Vittorio Brambilla | March-Ford      | 16      | Chłodnica         | 7         |        |
| DK  | 30 | Wilson Fittipaldi  | Fittipaldi-Ford |         |                   |           |        |
| DK  | 22 | Graham Hill        | Lola-Ford       |         |                   |           |        |